# سيمون ميلنكو
سيمون ميلنكو (بالإنجليزية: Simon Milenko)‏ (24 نوفمبر 1988 في أستراليا - ) هو لاعب كريكت أسترالي. لعب مع Brisbane Heat ‏ وفريق تسمانيا للكريكت وفريق كوينسلاند للكريكت ‏ وHobart Hurricanes ‏.

## وصلات خارجية
- سيمون ميلنكو على موقع إي آس بي آن كريك إنفو (الإنجليزية)